# 科赤區
科尔察区是阿爾巴尼亞的36个旧区之一，这些区份在2000年7月全部撤销，并由新成立的12个州份取代。该区面积为1,752平方公里，人口数量为143,499人（2001年）。该区位于阿尔巴尼亚东南部，区府为科尔察。该区的范围为现今的科赤州的三个市镇：科尔察、馬利奇和普斯特茨。